# Fourtou
Fourtou – miejscowość i gmina we Francji, w regionie Oksytania, w departamencie Aude. W miejscowości swoje źródła ma rzeka Orbieu. 
Według danych na rok 1990 gminę zamieszkiwało 58 osób, a gęstość zaludnienia wynosiła 3 osoby/km² (wśród 1545 gmin Langwedocji-Roussillon Fourtou plasuje się na 842. miejscu pod względem liczby ludności, natomiast pod względem powierzchni na miejscu 398.).